# Inger Worren
Inger Worren, född 25 december 1908 i Ålesund, död 20 september 1997 i Trondheim, var en norsk skådespelare.
Worren verkade mellan 1937 och 1981 vid Trøndelag Teater. Hon medverkade även i filmen Toya rymmer (1956) och TV-serien Den som henger i en tråd (1980).

## Filmografi
- 1956 – Toya rymmer
- 1980 – Den som henger i en tråd (TV-serie)